# Avion de papier
Pour les articles homonymes, voir Avion de papier (homonymie).

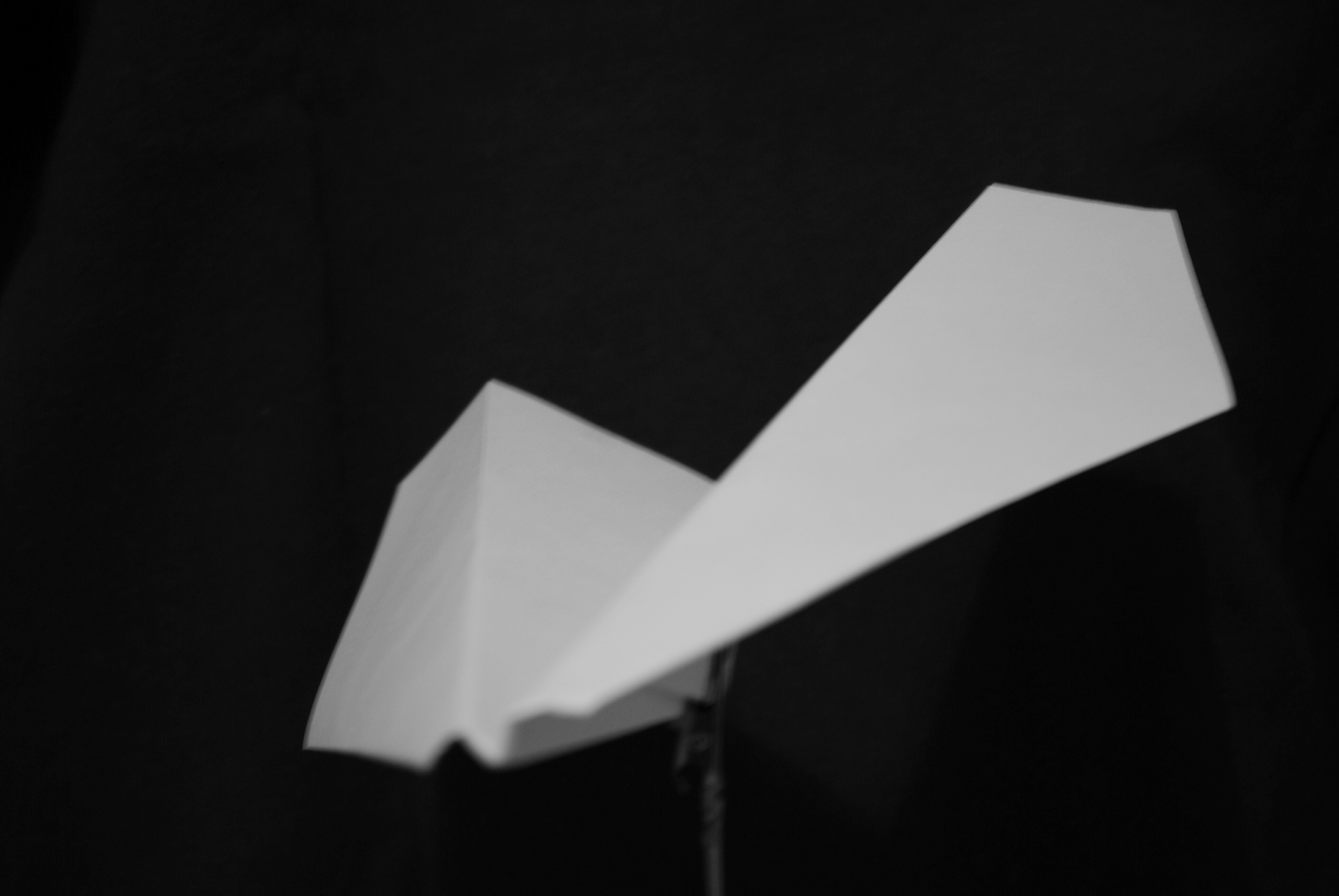
Exemple d'avion en papier.

Un avion de papier est un pliage (ou origami) que l'on fabrique manuellement en pliant du papier de manière qu'il puisse planer comme le ferait un planeur.
Sa popularité est due au fait que c'est l'un des types les plus simples d'origami et des plus faciles à maîtriser par un débutant. Dans sa version la plus simple, il ne requiert que six étapes pour être achevé correctement. L'expression « avion de papier » peut également désigner, plus récemment, des avions fabriqués en carton.

## Histoire

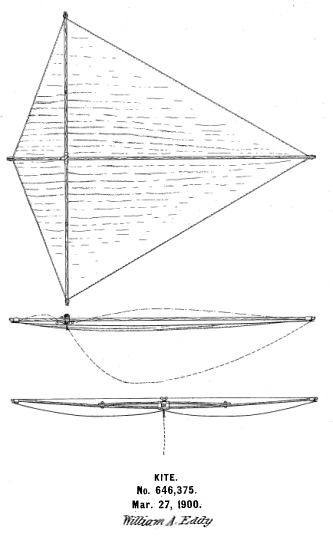
Les cerfs-volants étaient utilisés par les Chinois pour soulever des objets en l'air.

On estime généralement que l'utilisation du papier pour fabriquer des jouets est née il y a 2 000 ans en Chine, où les cerfs-volants étaient une forme populaire de distraction. Même si ceux-ci peuvent être considérés comme les prédécesseurs des avions de papier modernes, personne ne peut assurer où précisément cette invention a trouvé son origine. Les dessins ont été affinés au cours du temps pour améliorer la vitesse, l'élévation et l'aspect.
La première attestation datée de création d'avions de papier se situe en 1909. Mais la version plus communément admise attribue cette invention deux décennies plus tard, en 1930, à Jack Northrop, cofondateur de la société Lockheed Corporation. Northrop utilisait les avions de papier comme modèles, de manière à explorer de nouvelles idées pour faire voler de véritables avions.

## Types d'avions de papier

### Traditionnel
Ce type d'avion en papier nécessite seulement six étapes (en respectant la procédure correcte), mais cinq peuvent suffire si on saute le premier pliage qui sert à diviser la feuille en deux parties. Il faut une feuille de papier rectangulaire de format A3, A4 ou lettre (de préférence l'un des deux derniers) ou encore A5.

#### Mode d'emploi

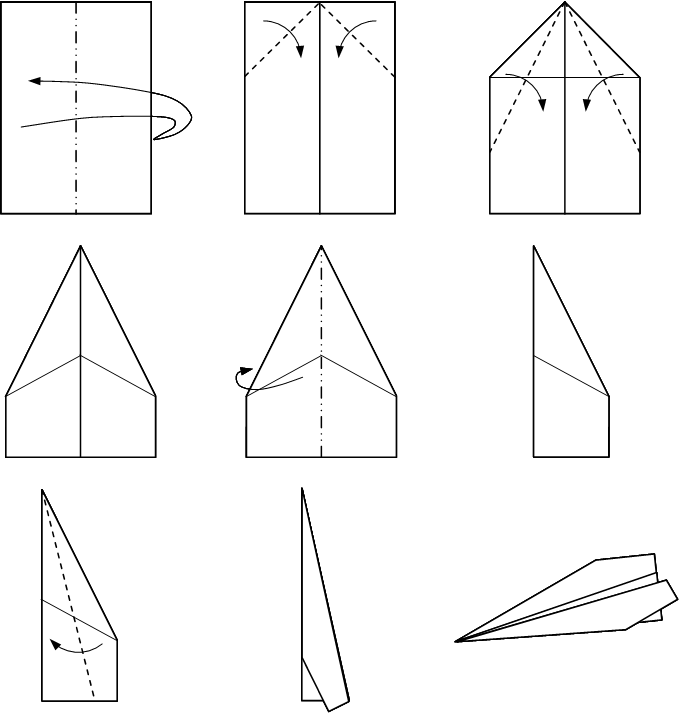
Instructions de pliage d'un avion en papier traditionnel.

1. Plier en deux une feuille de papier de façon à superposer les deux côtés longs et la rouvrir. On obtient ainsi un pli qui divise la feuille en deux et servira dans les étapes suivantes.
2. En prenant la feuille de manière que les deux côtés longs soient en position verticale, plier le coin supérieur gauche de façon que le demi-côté supérieur de la feuille coïncide avec la ligne du pli central.
3. Répéter l'opération de l'étape 2 avec le coin supérieur droit.
4. Replier la feuille suivant la ligne créée à l'étape 1.
5. Créer les deux ailes en pliant vers le haut les bords de la feuille suivant une ligne parallèle à la pliure centrale, distante de celle-ci de quelques centimètres.

### DC-03
Beaucoup de personnes se sont vantées d'avoir créé le « meilleur avion en papier du monde ». Par exemple le modèle DC-03, avec de grandes ailes et, fait rare parmi les avions de papier, une queue. Il n'existe cependant pas d'association ou de fédération internationale des avions de papier qui puisse certifier ces déclarations.

#### Autres conceptions

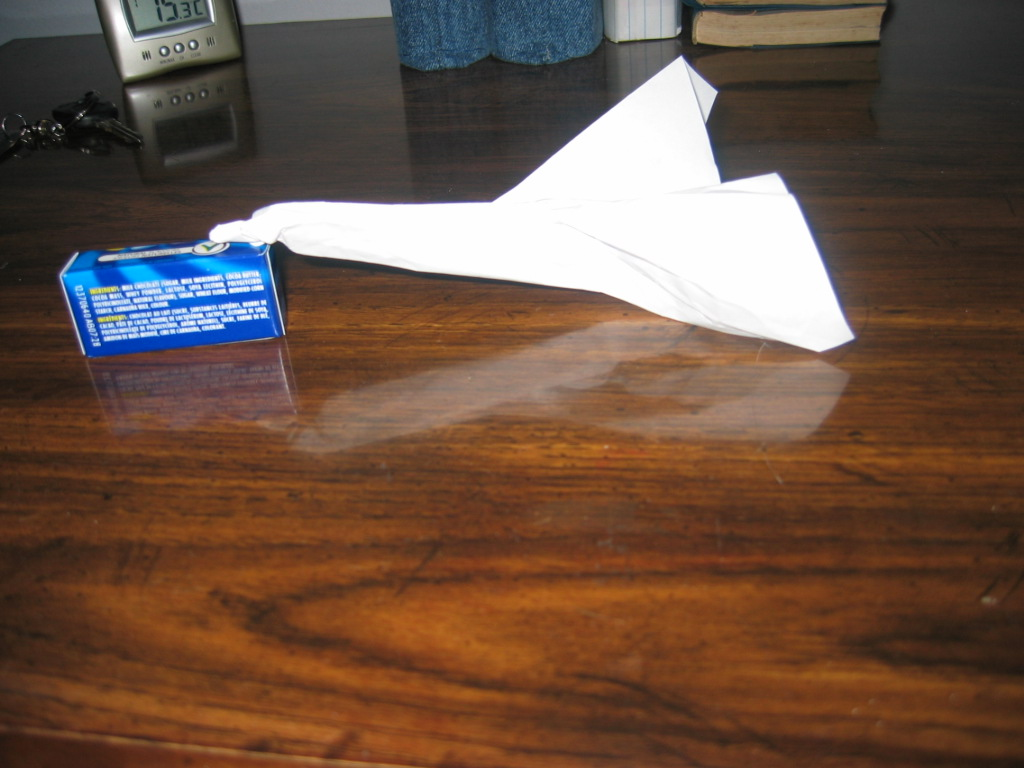
Un exemple d'avion en papier personnalisé asymétrique, qui présente un couple important dû à des forces déséquilibrées sur les ailes. La trajectoire de vol prend une forme quelque peu parabolique, avant de descendre en une rapide spirale dans le sens inverse des aiguilles d'une montre, vue de l'arrière.

Il est possible de créer des versions freestyle d'avions en papier, qui présentent souvent une trajectoire de vol inhabituelle par rapport aux avions traditionnels, jets et planeurs. Une autre technique de propulsion, créant des vitesses de lancement élevées, implique l'utilisation d'élastiques pour les « catapultes »,.

## Aérodynamique

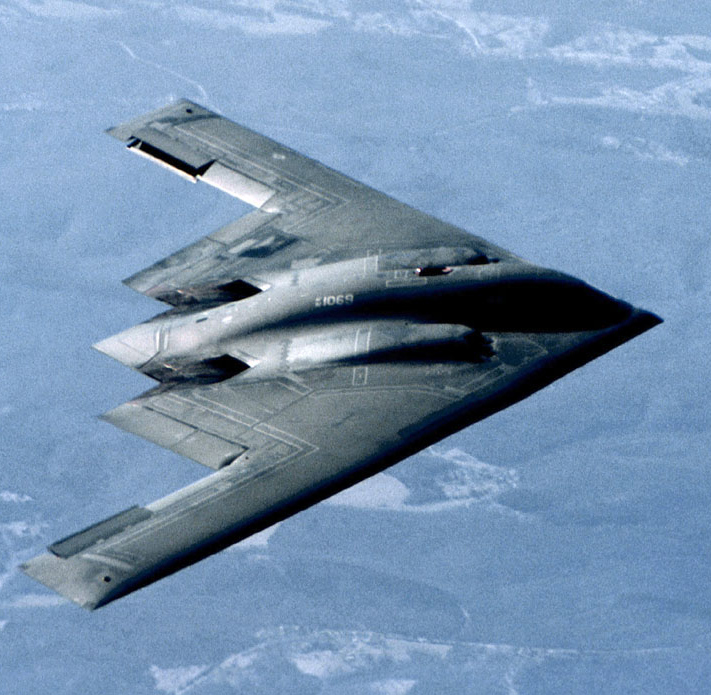
Le B-2 Spirit présenté par Blackburn comme exemple d'avion stable.

Bien que le modèle DC-03 ait des ailes, le détenteur du record du monde, Ken Blackburn (en) n'est pas d'accord sur la décision de doter d'une queue les avions de papier. Ses commentaires sur l'aérodynamique de l'avion en papier, dans son site Internet, indiquent que la queue est inutile. Il cite l'exemple de l'aile du bombardier B-2 Spirit, qui existe réellement, déclarant que les forces s'exerçant le long de l'aile permettent d'augmenter la charge frontale et donc de rendre l'avion plus stable. (Note : les avions de papier n'ont pas besoin de queue principalement parce qu'ils ont, typiquement, un fuselage grand et étroit, ce qui prévient le lacet, et des ailes le long de tout le fuselage qui préviennent le tangage. Le B-2 Spirit est en réalité très instable et nécessite des commandes informatiques simplement pour rester en vol.)
Edmond Hui inventa de son côté, en 1977, un avion en papier ressemblant au B-2 Spirit et appelé Paperang, basé sur l'aérodynamique du deltaplane. Unique en son genre, il a des sections qui contrôlent l'air, des ailes à haut coefficient de pénétration et un mode de construction étudié pour permettre au constructeur de modifier les détails de son aspect. Il a fait l'objet d'un livre, Amazing Paper Airplanes, paru en 1987, et d'un certain nombre d'articles publiés dans les quotidiens américains en 1992. Il n'est pas adapté à la plupart des compétitions d'avions de papier à cause de l'utilisation d'agrafes, mais ses performances de planeur sont très élevées.
Bien que ce soit une idée assez commune que les avions de papier légers volent plus loin que les plus lourds, Blackburn considère que c'est une idée fausse. Son avion « vieux » de 20 ans et détenteur des records était basé sur la conviction que les meilleurs avions ont les ailes courtes et sont « lourds » pour la phase du lancement, mais en même temps que des ailes plus longues et un poids réduit devraient leur permettre de voler plus longtemps, bien qu'ils ne puissent être lancés en l'air avec autant de force que les plus lourds. Toujours selon Blackburn, « pour atteindre une altitude plus élevée et un bon passage au vol plané, le lancement doit avoir un angle de 10° avec la verticale ». Cela démontre qu'une vitesse voisine de 100 km/h est nécessaire pour lancer l'avion en papier avec succès.

## Vol spatial
Un prototype a passé un test de durabilité dans une soufflerie en mars 2008, et l'agence spatiale japonaise JAXA a envisagé un lancement depuis la Station spatiale internationale. Toutefois, les concepteurs de l'avion, Takuo Toda et Shinji Suzuki, ingénieur aéronautique et professeur à l'université de Tokyo, ont reporté la tentative après avoir reconnu qu'il serait pratiquement impossible de suivre les avions pendant leur voyage d'une semaine vers la Terre, à supposer qu'ils aient survécu à la descente brûlante. Les concepteurs espéraient que la Chine ou la Russie soutiendraient de nouveaux efforts dans le cadre de ce projet.
En février 2011, 200 avions ont été lancés à partir d'un filet situé sous un ballon-sonde à 37 km au-dessus de l'Allemagne. Les avions ont été conçus pour maintenir un vol stable même en cas de rafales allant jusqu'à 160 km/h et étaient équipés de puces mémoire permettant de télécharger des données. Les avions ont été retrouvés dans d'autres endroits en Europe, en Amérique du Nord et même en Australie.
Le 24 juin 2015, un club de la Kesgrave High School (en) de Suffolk, au Royaume-Uni, a réalisé le record du monde du lancement d'un avion en papier à la plus haute altitude, atteignant une altitude de 35 043 mètres.

## Records du monde
Pour chaque objectif, il existe un avion type et parfois un record du monde.
De nombreuses tentatives se sont succédé au cours des années pour franchir les barrières du lancement de l'avion en papier et lui faire passer le plus de temps en l'air. Ken Blackburn (en) a détenu ce record du monde pendant 13 ans (de 1983 à 1996) et l'a reconquis le 8 octobre 1998 en faisant voler son avion en papier, en salle, pendant 27,6 secondes. Cela a été confirmé par un employé du Guinness et par une annonce de CNN. L'avion en papier que Blackburn a employé pour cette tentative de record était d'un type qui peut être classé dans la catégorie des « planeurs ». Un autre record non officiel a été effectué par Takuo Toda, 27,9 secondes dans les airs.
Le record du monde de distance était de 69,12 m en 2012,.Et en 2022, de 77,134 m
Le record de distance actuel, en 2022, est de 88,318 m réalisé par Dillon Rouble (États-Unis), avec le soutien de Nathaniel Erickson et Garrett Jensen (tous deux États-Unis) à Crown Point (Indiana) aux États-Unis , le 2 décembre 2022.